# Football Club de Nantes 2024-2025
Questa voce raccoglie le informazioni riguardanti il Football Club de Nantes nelle competizioni ufficiali della stagione 2024-2025.

## Stagione

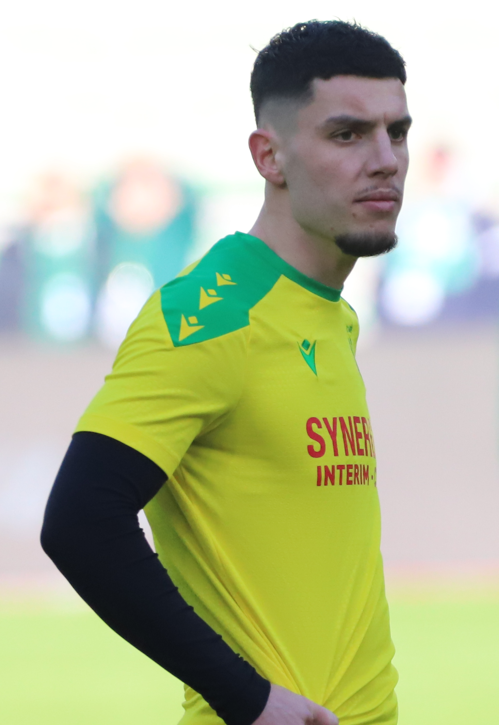
Acquistato a titolo definitivo in estate dopo l'esperienza in prestito dell'annata precedente, Abline è il protagonista assoluto della stagione del Nantes grazie alle sue 11 reti in 36 presenze.

Dopo il ritorno alla guida tecnica del club nel marzo 2024, nella successiva estate la dirigenza del Nantes conferma sulla panchina dei gialloverdi l'artefice della salvezza ottenuta nella stagione precedente, il tecnico Antoine Kombouaré.
Consapevole della delicatezza del momento, la società intraprende una decisa operazione di riassetto dell'organico, finalizzata a sfoltire la rosa e a rinforzare miratamente i reparti più fragili. Lasciano così la Loira alcuni senatori delle passate stagioni, tra cui Samuel Moutoussamy e Moussa Sissoko, oltre a numerosi comprimari e giovani promesse del vivaio come Stredair Appuah e Bastien Meupiyou.
A rimpiazzarli giungono il promettente centrocampista Lepenant e il nazionale gallese Thomas, affiancati dal rientro di elementi già noti al pubblico della Beaujoire come Matthis Abline, Tino Kadewere e Nicolas Cozza. A completare l'opera di rafforzamento, l'ingaggio di due esperti svincolati: il portiere svedese Patrik Carlgren e il centrocampista ivoriano Jean-Philippe Gbamin.
Sul piano delle gerarchie interne, si registra una scelta significativa: la fascia di capitano viene sottratta a Pedro Chirivella per essere affidata al camerunense Jean-Charles Castelletto, cui viene così riconosciuto un ruolo di guida anche simbolica all'interno dell'undici titolare.
L'avvio di stagione appare incoraggiante: il debutto si conclude con un solido 0-0 sul campo del Tolosa, cui seguono due successi consecutivi contro Auxerre e Montpellier, che permettono ai Canarini di issarsi temporaneamente al terzo posto in classifica.
Ben presto, tuttavia, la brillantezza iniziale si affievolisce: la fragilità difensiva diviene cronica e l'attacco si dimostra poco incisivo. Tra la fine di settembre e novembre, la squadra non riesce più a trovare la vittoria, raccogliendo solo tre pareggi – contro Angers, Saint-Étienne e Nizza – e ben sei sconfitte, quattro delle quali in rapida successione.
Un timido rilancio arriva a partire dalla 13ª giornata, trainato dai gol di Abline, che contribuiscono a far risalire leggermente la squadra in classifica. Il girone d'andata si chiude con un bottino di sei punti nelle ultime cinque giornate, frutto di pareggi contro tre formazioni d'alta classifica – Lilla, Paris Saint-Germain e Monaco – e una vittoria acciuffata in extremis nel sentito derby contro il Rennes, grazie a una rete di Moses Simon all'89º minuto.
Nel frattempo, i Canarini aprono il loro percorso in Coppa di Francia con una netta affermazione per 0-4 sul campo del Drancy, salvo poi arrestare la propria corsa al turno successivo, dove vengono eliminati dal Brest.

In occasione dell'apertura della sessione invernale di calciomercato, la dirigenza si adopera per rafforzare miratamente ciascun reparto del campo. Dal Lione giunge il portiere portoghese Anthony Lopes, lo Strasburgo cede il giovane difensore Saïdou Sow, mentre lo Young Boys acconsente al trasferimento dell'attaccante congolese Meschack Elia. A completare il quadro dei rinforzi, si unisce infine al sodalizio gialloverde il centrocampista Francis Coquelin, tesserato a parametro zero. Sono invece tre i partenti: Duverne e Ganago, entrambi in prestito secco, e Gbamin che, dopo aver deluso le aspettative, si accasa allo Zurigo.
Con l'inizio del girone di ritorno, il Nantes prosegue nel solco tracciato al termine della prima metà di stagione, conquistando due pareggi e una vittoria che confermano una certa continuità nella raccolta di punti.
A interrompere la serie positiva dei Canarini sopraggiunge una nuova sconfitta contro il Brest, stavolta in campionato, seguita da un pesante rovescio alla 22ª giornata contro il Monaco. Il severo 7-1 inflitto dai monegaschi rappresenta la sconfitta più ampia mai subita dal club in Ligue 1.
In seguito alla debacle, il rendimento della squadra si mantiene incostante: le persistenti difficoltà in fase difensiva — testimoniata da una media reti subite particolarmente elevata — si alternano a sporadiche prestazioni di rilievo, come il successo contro il Nizza e il secondo pareggio stagionale ottenuto contro il Paris Saint-Germain, già matematicamente campione di Francia. La formazione guidata da Koumbouaré mostra così un andamento altalenante, incapace di trovare continuità, con prestazioni brillanti che lasciano spesso spazio a prove opache o deludenti.
Nelle ultime quattro giornate del torneo, il Nantes affronta altrettanti scontri diretti contro formazioni anch'esse coinvolte nella lotta per non retrocedere. L'esito di questo ciclo risulta poco soddisfacente: giungono infatti due pareggi contro Auxerre e Tolosa, e una sconfitta pesante contro il Angers, che riduce sensibilmente il margine di vantaggio accumulato nei confronti delle inseguitrici.
Il 17 maggio 2025, in occasione dell'ultima giornata di campionato, il club si presenta al 15º posto in classifica, con un solo punto di margine dalla zona play-off retrocessione. A scongiurare ogni rischio è il netto 3-0 inflitto al già retrocesso Montpellier, firmato dalle reti di Simon, Coquelin e Abline, che consente al Nantes di archiviare definitivamente la pratica salvezza.

## Divise e sponsor
Lo sponsor tecnico per la stagione 2024-2025 è Macron, mentre gli sponsor ufficiali sono i main sponsor "frontali" Synergie, Proginov, e Les Gars des Eaux, i primi due all'undicesimo anno consecutivo e l'ultimo già presente sulle maglie dei canarini negli anni precedenti ma come AFD Groupe, poi lo sleeve sponsor LNA Santé e lo shorts sponsor ZEbet.
La maglia home, presentata ufficialmente il 30 maggio 2024, è un omaggio alla divisa dell'annata 1994-1995. Vede infatti il ritorno della banda verdi su sfondo giallo, ma con un'andatura obliqua e decorate con degli ermellini. Lo scollo è a "V rientrato" e segna una rottura nella tradizione delle maglie dei gialloverdi.
La maglia da trasferta, soprannominata territory, si presenta invece completamente nera con colletto e maniche gialle e vari riferimenti alla città di Nantes: il quattrocentesco Castello dei duchi di Bretagna, il neoclassico Teatro dell'opera Graslin, il grattacielo Tour Bretagne, l'arcata del Passage Pommeraye, la gru gialla, la bandiera bretone e lo Stadio della Beaujoire.
In occasione della 2ª giornata di campionato contro l'Auxerre, il club è sceso in campo con delle divise speciali recante il logo dell’associazione Les Amis de DAG, in seguito messe all'asta tramite la piattaforma online Match Worn Shirt, con il ricavo che è stato devoluto in beneficenza al Centre Hospitalier Universitaire di Nantes.
Per la 6ª giornata di campionato, invece, lo sleeve logo di LNA Santé viene sostituito da quello della Fondation Recherche Alzheimer. Anche in questo cosa le maglie sono state messe all'asta con il ricavato devoluto in beneficenza.
|  | Casa | Trasferta |

## Organigramma societario
Organigramma societario tratto dal sito ufficiale.
Area direttiva
- Presidente: Waldemar Kita
- Coordinatore sportivo: Phillipe Mao
- Direttore del settore giovanile: Samuel Fenillat
- Team manager: Tom Lahaye

Area tecnica
- Allenatore: Antoine Kombouaré
- Allenatore in seconda: Yves Bertucci e Guillaume Marie, poi Ahmed Kantari[37]
- Preparatori dei portieri: Willy Grondin, poi Olivier Blondel[37]
- Preparatori atletici: Julien Le Pape, Pierre Espanol, Rui Ferreira Santos, Kévin Plantet

Area medica
- Medico sociale: Isabelle Salaün
- Fisioterapista: Nicolas-Pierre Bernot, Etienne Tourolle, Phillipe Chantebel, Adrien Verger
- Osteopata: Julien Mointeillet

Area video
- Analista: Robin Freneau e Alexandre Kerveillat

## Rosa
Aggiornata al 3 febbraio 2025.
| N. |                           | Ruolo | Calciatore                  |
| -- | ------------------------- | ----- | --------------------------- |
| 1  | Francia (bandiera)        | P     | Alban Lafont                |
| 2  | Haiti (bandiera)          | D     | Jean-Kévin Duverne          |
| 3  | Francia (bandiera)        | D     | Nicolas Cozza               |
| 4  | Francia (bandiera)        | D     | Nicolas Pallois             |
| 5  | Spagna (bandiera)         | C     | Pedro Chirivella (capitano) |
| 6  | Brasile (bandiera)        | C     | Douglas Augusto             |
| 7  | Camerun (bandiera)        | A     | Ignatius Ganago             |
| 8  | Francia (bandiera)        | C     | Johann Lepenant             |
| 10 | Zimbabwe (bandiera)       | A     | Tino Kadewere               |
| 11 | Guadalupa (bandiera)      | D     | Marcus Coco                 |
| 13 | Francia (bandiera)        | C     | Francis Coquelin            |
| 16 | Portogallo (bandiera)     | P     | Anthony Lopes               |
| 17 | RD del Congo (bandiera)   | A     | Meschack Elia               |
| 17 | Costa d'Avorio (bandiera) | C     | Jean-Philippe Gbamin        |
| 21 | Camerun (bandiera)        | D     | Jean-Charles Castelletto    |
| 22 | Galles (bandiera)         | A     | Sorba Thomas                |
| 24 | Guinea (bandiera)         | D     | Saïdou Sow                  |

| N. |                         | Ruolo | Calciatore        |
| -- | ----------------------- | ----- | ----------------- |
| 25 | Francia (bandiera)      | C     | Florent Mollet    |
| 27 | Nigeria (bandiera)      | A     | Moses Simon       |
| 28 | Francia (bandiera)      | D     | Fabien Centonze   |
| 30 | Svezia (bandiera)       | P     | Patrik Carlgren   |
| 31 | Egitto (bandiera)       | A     | Mostafa Mohamed   |
| 39 | Francia (bandiera)      | A     | Matthis Abline    |
| 41 | Madagascar (bandiera)   | D     | Mathieu Acapandié |
| 44 | Francia (bandiera)      | D     | Nathan Zézé       |
| 46 | Francia (bandiera)      | D     | Enzo Mongo        |
| 50 | Francia (bandiera)      | P     | Hugo Barbet       |
| 54 | Comore (bandiera)       | A     | Adel Mahamoud     |
| 58 | RD del Congo (bandiera) | A     | Plamedi Nsingi    |
| 59 | Francia (bandiera)      | C     | Dehmaine Tabibou  |
| 62 | Francia (bandiera)      | A     | Bahereba Guirassy |
| 66 | Francia (bandiera)      | C     | Louis Leroux      |
| 72 | Francia (bandiera)      | D     | Sékou Doucouré    |
| 98 | Francia (bandiera)      | D     | Kelvin Amian      |

## Calciomercato

### Sessione estiva(dal 1º luglio al 31 agosto)
| Acquisti         | Acquisti             | Acquisti          | Acquisti                         |
| R.               | Nome                 | da                | Modalità                         |
| ---------------- | -------------------- | ----------------- | -------------------------------- |
| P                | Patrik Carlgren      | Randers           | definitivo                       |
| D                | Nicolas Cozza        | Wolfsburg         | prestito                         |
| C                | Jean-Philippe Gbamin |                   | svincolato                       |
| C                | Johann Lepenant      | Olympique Lione   | prestito con diritto di riscatto |
| C                | Yassine Benhattab    | Aubagne           | definitivo                       |
| A                | Matthis Abline       | Rennes            | definitivo (10 milioni €)        |
| A                | Sorba Thomas         | Huddersfield Town | prestito con diritto di riscatto |
| Altre operazioni |                      |                   |                                  |
| R.               | Nome                 | da                | Modalità                         |
| D                | Fabien Centonze      | Verona            | fine prestito                    |
| D                | Junior Diaz          | Annecy            | fine prestito                    |
| C                | Lamine Diack         | Colorado Rapids   | fine prestito                    |
| C                | Lohann Doucet        | Paris FC          | fine prestito                    |
| A                | Tino Kadewere        | Olympique Lione   | diritto di riscatto esercitato   |

| Cessioni         | Cessioni           | Cessioni         | Cessioni                   |
| R.               | Nome               | a                | Modalità                   |
| ---------------- | ------------------ | ---------------- | -------------------------- |
| P                | Rémy Descamps      |                  | svincolato                 |
| P                | Denis Petrić       |                  | svincolato                 |
| D                | Junior Diaz        | Troyes           | definitivo (2,5 milioni €) |
| D                | Bastien Meupiyou   | Wolverhampton    | definitivo (5 milioni €)   |
| D                | Yannis M'Bemba     |                  | svincolato                 |
| D                | Robin Voisine      | Austria Lustenau | definitivo                 |
| C                | Samuel Moutoussamy |                  | svincolato                 |
| C                | Moussa Sissoko     |                  | svincolato                 |
| C                | Mohamed Achi       | Rodez            | definitivo                 |
| C                | Kader Bamba        |                  | svincolato                 |
| C                | Lohann Doucet      | Paris FC         | definitivo (300 mila €)    |
| C                | Lamine Diack       | Hatayspor        | prestito                   |
| C                | Yassine Benhattab  | Aubagne          | prestito                   |
| A                | Stredair Appuah    | Palermo          | definitivo (1,5 milioni €) |
| Altre operazioni |                    |                  |                            |
| R.               | Nome               | a                | Modalità                   |
| D                | Eray Cömert        | Valencia         | fine prestito              |
| D                | Nicolas Cozza      | Wolfsburg        | fine prestito              |
| A                | Bénie Traoré       | Sheffield Utd    | fine prestito              |
| A                | Matthis Abline     | Rennes           | fine prestito              |

### Sessione invernale(dal 1º gennaio al 31 gennaio)
| Acquisti         | Acquisti         | Acquisti        | Acquisti                         |
| R.               | Nome             | da              | Modalità                         |
| ---------------- | ---------------- | --------------- | -------------------------------- |
| P                | Anthony Lopes    | Olympique Lione | definitivo                       |
| D                | Saïdou Sow       | Strasburgo      | prestito                         |
| C                | Francis Coquelin |                 | svincolato                       |
| A                | Meschack Elia    | Young Boys      | prestito con diritto di riscatto |
| Altre operazioni |                  |                 |                                  |
| R.               | Nome             | da              | Modalità                         |

| Cessioni         | Cessioni             | Cessioni        | Cessioni   |
| R.               | Nome                 | a               | Modalità   |
| ---------------- | -------------------- | --------------- | ---------- |
| D                | Jean-Kévin Duverne   | Kortrijk        | prestito   |
| C                | Jean-Philippe Gbamin | Zurigo          | definitivo |
| A                | Ignatius Ganago      | N.E. Revolution | prestito   |
| Altre operazioni |                      |                 |            |
| R.               | Nome                 | a               | Modalità   |
| D                | Hugo Boutsingkham    | Stade Briochin  | prestito   |

## Risultati

### Ligue 1

#### Girone di andata
| Tolosa 18 agosto 2024, ore 17:00 CEST 1ª giornata | Tolosa | 0 – 0 referto | Nantes | Stadium (25 491 spett.)\| Arbitro: \| Stinat[94] \| |
| Arbitro:                                          | Stinat |               |        |                                                     |

| Arbitro: | Angoula |

|                          |           |  |
| Simon 14’ Guirassy 90+6’ | Marcatori |  |

| Arbitro: | Millot |

|           |           |                                    |
| Adams 30’ | Marcatori | 24’ Abline 45+7’ Simon 85’ Mohamed |

| Arbitro: | Delajod |

|             |           |                            |
| Augusto 28’ | Marcatori | 34’ Munetsi 90+1’ Nakamura |

| Arbitro: | Vernice |

|                    |           |              |
| Abdelli 24’ (rig.) | Marcatori | 18’ Lepenant |

| Arbitro: | Kherradji |

|                         |           |                         |
| Lepenant 10’ Thomas 49’ | Marcatori | 57’, 67’ (rig.) Sissoko |

| Arbitro: | Bollengier |

|                                   |           |  |
| Tagliafico 22’ Pallois 54’ (aut.) | Marcatori |  |

| Arbitro: | Angoula |

|            |           |              |
| Abline 67’ | Marcatori | 72’ Guessand |

| Arbitro: | Ben El Hadj |

|                                  |           |              |
| Andrey Santos 17’, 57’ Bakwa 73’ | Marcatori | 83’ Guirassy |

| Arbitro: | Dechepy |

|              |           |                          |
| Kadewere 39’ | Marcatori | 24’ Maupay 61’ Greenwood |

| Arbitro: | Turpin |

|                                                  |           |                            |
| Frankowski 21’ (rig.) Ojediran 86’ Thomasson 90’ | Marcatori | 36’ (rig.) Simon 71’ Cozza |

| Arbitro: | Brisard |

|  |           |                       |
|  | Marcatori | 3’ Casimir 74’ Ngoura |

| Arbitro: | Stinat |

|           |           |            |
| Hakimi 2’ | Marcatori | 38’ Abline |

| Arbitro: | Wattellier |

|           |           |  |
| Simon 89’ | Marcatori |  |

| Arbitro: | Angoula |

|                                            |           |             |
| Doumbia 24’ Chardonnet 27’ Sima 88’, 90+3’ | Marcatori | 48’ Augusto |

| Arbitro: | Pignard |

|                 |           |                   |
| Gudmundsson 40’ | Marcatori | 70’ (rig.) Abline |

| Arbitro: | Bollengier |

|                      |           |                       |
| Abline 12’ Amian 47’ | Marcatori | 52’ Embolo 59’ Salisu |

#### Girone di ritorno
| Arbitro: | Batta |

|            |           |           |
| Boakye 86’ | Marcatori | 14’ Simon |

| Arbitro: | Bastien |

|             |           |            |
| 90’ Mohamed | Marcatori | 10’ Nuamah |

| Arbitro: | Millot |

|                          |           |                        |
| Castelletto 45+1’ (aut.) | Marcatori | 43’ Abline 70’ Mohamed |

| Arbitro: | Pignard |

|  |           |                             |
|  | Marcatori | 9’ Ajorque 90+6’ Lees-Melou |

| Arbitro: | Léonard |

|                                                                                |           |           |
| Biereth 44’, 54’, 64’ (rig.) Minamino 45’ Ben Seghir 49’ Ilenikhena 81’, 90+5’ | Marcatori | 4’ Abline |

| Arbitro: | Brisard |

|                                        |           |                       |
| Leroux 36’ Simon 60’ (rig.) Elia 90+5’ | Marcatori | 65’ (rig.) El Aynaoui |

| Arbitro: | Frappart |

|                          |           |  |
| Gouiri 73’ Greenwood 77’ | Marcatori |  |

| Arbitro: | Ben El Hadj |

|  |           |                |
|  | Marcatori | 79’ Lemaréchal |

| Arbitro: | Millot |

|             |           |  |
| Mohamed 83’ | Marcatori |  |

| Arbitro: | Wattellier |

|                                          |           |                   |
| Touré 13’ (rig.), 27’ (rig.) Pembélé 88’ | Marcatori | 23’ Sow 48’ Simon |

| Arbitro: | Ben El Hajd |

|          |           |                        |
| Abdi 14’ | Marcatori | 11’ Augusto 38’ Abline |

| Arbitro: | Pignard |

|             |           |             |
| Vitinha 33’ | Marcatori | 83’ Augusto |

| Arbitro: | Kherradji |

|                        |           |             |
| Truffert 23’ Meïté 86’ | Marcatori | 54’ Mohamed |

| Nantes 27 aprile 2025, ore 17:15 CEST 31ª giornata | Nantes | 0 – 0 referto | Tolosa | Stadio della Beaujoire (31 618 spett.)\| Arbitro: \| Batta[124] \| |
| Arbitro:                                           | Batta  |               |        |                                                                    |

| Arbitro: | Leonard |

|  |           |               |
|  | Marcatori | 52’ Allevinah |

| Arbitro: | Bollengier |

|            |           |            |
| Perrin 45’ | Marcatori | 62’ Leroux |

| Arbitro: | Turpin |

|                                          |           |  |
| Simon 18’ (rig.) Coquelin 31’ Abline 79’ | Marcatori |  |

### Coppa di Francia
| Arbitro: | Batta |

|  |           |                                      |
|  | Marcatori | 21’, 33’ Abline 63’ Zézé 82’ Mohamed |

| Arbitro: | Kherradji |

|                         |           |              |
| Sima 24’ Chardonnet 35’ | Marcatori | 83’ Guirassy |

## Statistiche

### Statistiche di squadra
Statistiche aggiornate al 18 aprile 2025.
| Competizione     | Punti | In casa | In casa | In casa | In casa | In casa | In casa | In trasferta | In trasferta | In trasferta | In trasferta | In trasferta | In trasferta | Totale | Totale | Totale | Totale | Totale | Totale | DR  |
| Competizione     | Punti | G       | V       | N       | P       | Gf      | Gs      | G            | V            | N            | P            | Gf           | Gs           | G      | V      | N      | P      | Gf     | Gs     | DR  |
| ---------------- | ----- | ------- | ------- | ------- | ------- | ------- | ------- | ------------ | ------------ | ------------ | ------------ | ------------ | ------------ | ------ | ------ | ------ | ------ | ------ | ------ | --- |
| Ligue 1          | 36    | 17      | 5       | 6       | 6       | 19      | 18      | 17           | 3            | 6            | 8            | 20           | 34           | 34     | 8      | 12     | 14     | 39     | 52     | -13 |
| Coppa di Francia | -     | 0       | 0       | 0       | 0       | 0       | 0       | 2            | 1            | 0            | 1            | 5            | 2            | 2      | 1      | 0      | 1      | 5      | 2      | +3  |
| Totale           | -     | 17      | 5       | 6       | 6       | 19      | 18      | 19           | 4            | 6            | 9            | 25           | 36           | 36     | 9      | 12     | 15     | 44     | 54     | -10 |

### Andamento in campionato
| Giornata  | 1  | 2 | 3 | 4 | 5 | 6 | 7  | 8 | 9  | 10 | 11 | 12 | 13 | 14 | 15 | 16 | 17 | 18 | 19 | 20 | 21 | 22 | 23 | 24 | 25 | 26 | 27 | 28 | 29 | 30 | 31 | 32 | 33 | 34 |
| --------- | -- | - | - | - | - | - | -- | - | -- | -- | -- | -- | -- | -- | -- | -- | -- | -- | -- | -- | -- | -- | -- | -- | -- | -- | -- | -- | -- | -- | -- | -- | -- | -- |
| Luogo     | T  | C | T | C | T | C | T  | C | T  | C  | T  | C  | T  | C  | T  | T  | C  | T  | C  | T  | C  | T  | C  | T  | C  | C  | T  | T  | C  | T  | C  | C  | T  | C  |
| Risultato | N  | V | V | P | N | N | P  | N | P  | P  | P  | P  | N  | V  | P  | N  | N  | N  | N  | V  | P  | P  | V  | P  | P  | V  | P  | V  | N  | P  | N  | P  | N  | V  |
| Posizione | 11 | 7 | 3 | 5 | 5 | 7 | 10 | 9 | 12 | 14 | 15 | 16 | 17 | 13 | 14 | 15 | 15 | 15 | 14 | 14 | 15 | 15 | 14 | 14 | 14 | 13 | 13 | 13 | 14 | 14 | 14 | 15 | 15 | 13 |

Fonte: (FR) Tables - Ligue 1 McDonald's, su ligue1.com, 18 agosto 2024. URL consultato il 17 maggio 2025.
Legenda:

Luogo: C = Casa; T = Trasferta. Risultato: V = Vittoria; N = Pareggio; P = Sconfitta.

### Statistiche dei giocatori
Sono in corsivo i calciatori che hanno lasciato la società a stagione in corso.
| Giocatore      | Ligue 1  | Ligue 1 | Ligue 1     | Ligue 1    | Coppa di Francia | Coppa di Francia | Coppa di Francia | Coppa di Francia | Totale   | Totale | Totale      | Totale     |
| Giocatore      | Presenze | Reti    | Ammonizioni | Espulsioni | Presenze         | Reti             | Ammonizioni      | Espulsioni       | Presenze | Reti   | Ammonizioni | Espulsioni |
| -------------- | -------- | ------- | ----------- | ---------- | ---------------- | ---------------- | ---------------- | ---------------- | -------- | ------ | ----------- | ---------- |
| M. Abline      | 34       | 9       | 3           | 0          | 2                | 2                | 0                | 0                | 36       | 11     | 3           | 0          |
| M. Acapandié   | 0        | 0       | 0           | 0          | 0                | 0                | 0                | 0                | 0        | 0      | 0           | 0          |
| K. Amian       | 30       | 1       | 5           | 0          | 2                | 0                | 0                | 0                | 32       | 1      | 5           | 0          |
| D. Augusto     | 28       | 4       | 8           | 0          | 2                | 0                | 0                | 0                | 30       | 4      | 8           | 0          |
| H. Barbet      | 0        | 0       | 0           | 0          | 0                | 0                | 0                | 0                | 0        | 0      | 0           | 0          |
| P. Carlgren    | 5        | -7      | 0           | 0          | 2                | -2               | 0                | 0                | 7        | -9     | 0           | 0          |
| J. Castelletto | 30       | 0 (1)   | 5           | 1          | 1                | 0                | 0                | 0                | 31       | 0      | 5           | 1          |
| F. Centonze    | 7        | 0       | 0           | 0          | -                | -                | -                | -                | 7        | 0      | 0           | 0          |
| P. Chirivella  | 30       | 0       | 6           | 0          | 2                | 0                | 0                | 0                | 32       | 0      | 6           | 0          |
| M. Coco        | 20       | 0       | 3           | 2          | 2                | 0                | 0                | 0                | 22       | 0      | 3           | 2          |
| F. Coquelin    | 6        | 1       | 1           | 0          | -                | -                | -                | -                | 6        | 1      | 1           | 0          |
| N. Cozza       | 27       | 1       | 4           | 1          | 2                | 0                | 0                | 0                | 29       | 1      | 4           | 1          |
| S. Doucouré    | 2        | 0       | 0           | 0          | -                | -                | -                | -                | 2        | 0      | 0           | 0          |
| J. Duverne     | 9        | 0       | 2           | 0          | 1                | 0                | 0                | 0                | 10       | 0      | 2           | 0          |
| M. Elia        | 8        | 1       | 0           | 0          | -                | -                | -                | -                | 8        | 1      | 0           | 0          |
| I. Ganago      | 11       | 0       | 1           | 0          | 1                | 0                | 0                | 0                | 12       | 0      | 1           | 0          |
| J. Gbamin      | 14       | 0       | 1           | 0          | 1                | 0                | 0                | 0                | 15       | 0      | 1           | 0          |
| B. Guirassy    | 19       | 2       | 0           | 0          | 2                | 1                | 0                | 0                | 21       | 3      | 0           | 0          |
| T. Kadewere    | 12       | 1       | 1           | 0          | -                | -                | -                | -                | 12       | 1      | 1           | 0          |
| A. Lafont      | 12       | -19     | 1           | 0          | 0                | 0                | 0                | 0                | 12       | -19    | 1           | 0          |
| J. Lepenant    | 29       | 2       | 3           | 0          | 2                | 0                | 0                | 0                | 31       | 2      | 3           | 0          |
| L. Leroux      | 16       | 2       | 1           | 0          | 2                | 0                | 0                | 0                | 18       | 2      | 1           | 0          |
| A. Lopes       | 18       | -26     | 2           | 0          | -                | -                | -                | -                | 18       | -26    | 2           | 0          |
| A. Mahamoud    | 0        | 0       | 0           | 0          | -                | -                | -                | -                | 0        | 0      | 0           | 0          |
| M. Mohamed     | 30       | 5       | 3           | 0          | 2                | 1                | 0                | 0                | 32       | 6      | 3           | 0          |
| F. Mollet      | 9        | 0       | 1           | 0          | 0                | 0                | 0                | 0                | 9        | 0      | 1           | 0          |
| E. Mongo       | 0        | 0       | 0           | 0          | -                | -                | -                | -                | 0        | 0      | 0           | 0          |
| P. Nsingi      | 1        | 0       | 0           | 0          | -                | -                | -                | -                | 1        | 0      | 0           | 0          |
| N. Pallois     | 26       | 0       | 8           | 0          | 1                | 0                | 0                | 0                | 27       | 0      | 8           | 0          |
| M. Simon       | 32       | 8       | 2           | 0          | 1                | 0                | 0                | 0                | 33       | 8      | 2           | 0          |
| S. Sow         | 9        | 1       | 1           | 0          | -                | -                | -                | -                | 9        | 1      | 1           | 0          |
| D. Tabibou     | 12       | 0       | 0           | 0          | 1                | 0                | 0                | 0                | 13       | 0      | 0           | 0          |
| S. Thomas      | 25       | 1       | 3           | 0          | 2                | 0                | 0                | 0                | 27       | 1      | 3           | 0          |
| N. Zézé        | 18       | 0       | 6           | 0          | 1                | 1                | 0                | 0                | 19       | 1      | 6           | 0          |

## Giovanili

### Organigramma
Organigramma societario tratto dal sito ufficiale.
Area direttiva
- Direttore del settore giovanile: Samuel Fenillat
- Responsabile amministrativo del centro di formazione: Christian Lastennet
- Responsabile della pre-formazione: Franck Maufay
- Team Manager: Nicolas Hubert
- Direttore della scuola calcio: Laurent Marraud
- Responsabile socio-educativo: Dany D'Addario
- Responsabile pedagogico: Zoe Viallefont

Area tecnica
- Allenatore Nantes 2: Sthépane Ziani, Francis Liaigre
- Allenatore Under-19: Stéphane Moreau
- Allenatore Under-17: Maxime Baty e Benjamin Blanchard (R1)
- Allenatore Under-15: Franck Maufay
- Allenatore Under-14: Steeve Albert
- Allenatore dei portieri: Adrien Mottais, Marcelin Gohier e Florian Touzet
- Preparatori atletici: Steve Marie, Nicolas Delieutraz, Joan Mignon e Alexandre Barreau
- Videoanalista: Tristan Garreau e Jeremy Jaulin

Area medica
- Medico sociale: Maxime Coutrel
- Fisioterapista: Daniel Besnard, Quentin Bregeon e Simon Chauvel

### Piazzamenti
- Nantes 2:
  - Championnat National 3: 2º nel gruppo B.[136]
- Under-19:
  - Campionato: 1º posto nel Gruppo C.[137] Perde la finale play-off.[138]
- Under-18:
  - Coppa Gambardella: Semifinale[139]
- Under-17 (National):
  - Campionato: 2º posto nel Girone F.[140] Eliminati ai play-off.